# USS LST-1075
O USS LST-1075 foi um navio de guerra norte-americano da classe LST que operou durante a Segunda Guerra Mundial.